# Adelomyrmex
Adelomyrmex is een geslacht van vliesvleugelige insecten van de familie Mieren (Formicidae).

## Soorten
- A. anxiocalor Longino, 2012
- A. betoi Fernández, 2003
- A. biroi Emery, 1897
- A. bispeculum Longino, 2012
- A. brenesi Longino, 2006
- A. coco Longino, 2012
- A. costatus Fernández, 2003
- A. cristiani Fernández, 2003
- A. dentivagans Longino, 2012
- A. foveolatus Fernández, 2003
- A. grandis Fernández, 2003
- A. hirsutus Mann, 1921
- A. laevigatus Mackay, 2003
- A. longinoi Fernández, 2003
- A. mackayi Fernández, 2003
- A. marginodus Longino, 2012
- A. metzabok Longino, 2012
- A. micans Fernández, 2003
- A. microps Fernández, 2003
- A. minimus Fernández, 2003
- A. myops (Wheeler, W.M., 1910)
- A. nortenyo Longino, 2012

- A. paratristani Longino, 2012
- A. quetzal Longino, 2012
- A. robustus Fernández, 2003
- A. samoanus Wilson & Taylor, 1967
- A. silvestrii (Menozzi, 1931)
- A. striatus Fernández, 2003
- A. tristani (Menozzi, 1931)
- A. vaderi Fernández, 2003